# Eurobarométer
Az Eurobarométer egy olyan közvélemény-kutatás sorozat, amelyet 1973 óta rendszeresen végeznek az Európai Bizottság és más uniós intézmények megbízásából. Ezek a felmérések a tagállamokban az Európai Unióval kapcsolatos aktuális kérdések széles skálájával foglalkoznak.
Az Eurobarométer felmérésének eredményeit az Európai Bizottság Kommunikációs Főigazgatósága teszi közzé. Közvéleményi adatbázisa 1973 óta az egyik legnagyobb a világon.
Magyarországon és Kelet-Európában a felméréseiben az amerikai Galluphoz tartozó Magyar Gallup Intézet is részt vett.

## Tanulmányai
Az Európai Unió kulcsfontosságú kérdéseivel kapcsolatos társadalmi és politikai attitűdök kérdéseit vizsgálja, mint például:
- a társadalmi helyzet
- a kisebbségek integrációja
- az emberek egészsége
- a kultúra
- az információs technológia területe
- a környezetvédelem
- az euró
- a katonai műveletek
- az európai egyesülés területe
- az EU politikája és intézményei